# Unicodeblock Devanagari, erweitert
Der Unicodeblock Devanagari, erweitert (engl. Devanagari Extended, U+A8E0 bis U+A8FF) enthält verschiedene Tonzeichen aus vedischen Texten sowie zusätzliche Satzzeichen. Weitere vedische Tonzeichen befinden sich im Unicodeblock Vedische Erweiterungen, die Devanagari-Konsonanten und Vokale sowie die meisten anderen Satzzeichen sind im Unicodeblock Devanagari zu finden.

## Tabelle
| Unicodenummer  | Zeichen (400 %) | Kategorie                               | Bidirektionale Klasse       | Offizielle Bezeichnung                    | Beschreibung                                        |
| -------------- | --------------- | --------------------------------------- | --------------------------- | ----------------------------------------- | --------------------------------------------------- |
| U+A8E0 (43232) | ꣠                | Markierung ohne Extrabreite             | Markierung ohne Extrabreite | COMBINING DEVANAGARI DIGIT ZERO           | Kombinierende Devanagari-Ziffer Null                |
| U+A8E1 (43233) | ꣡                | Markierung ohne Extrabreite             | Markierung ohne Extrabreite | COMBINING DEVANAGARI DIGIT ONE            | Kombinierende Devanagari-Ziffer Eins                |
| U+A8E2 (43234) | ꣢                | Markierung ohne Extrabreite             | Markierung ohne Extrabreite | COMBINING DEVANAGARI DIGIT TWO            | Kombinierende Devanagari-Ziffer Zwei                |
| U+A8E3 (43235) | ꣣                | Markierung ohne Extrabreite             | Markierung ohne Extrabreite | COMBINING DEVANAGARI DIGIT THREE          | Kombinierende Devanagari-Ziffer Drei                |
| U+A8E4 (43236) | ꣤                | Markierung ohne Extrabreite             | Markierung ohne Extrabreite | COMBINING DEVANAGARI DIGIT FOUR           | Kombinierende Devanagari-Ziffer Vier                |
| U+A8E5 (43237) | ꣥                | Markierung ohne Extrabreite             | Markierung ohne Extrabreite | COMBINING DEVANAGARI DIGIT FIVE           | Kombinierende Devanagari-Ziffer Fünf                |
| U+A8E6 (43238) | ꣦                | Markierung ohne Extrabreite             | Markierung ohne Extrabreite | COMBINING DEVANAGARI DIGIT SIX            | Kombinierende Devanagari-Ziffer Sechs               |
| U+A8E7 (43239) | ꣧                | Markierung ohne Extrabreite             | Markierung ohne Extrabreite | COMBINING DEVANAGARI DIGIT SEVEN          | Kombinierende Devanagari-Ziffer Sieben              |
| U+A8E8 (43240) | ꣨                | Markierung ohne Extrabreite             | Markierung ohne Extrabreite | COMBINING DEVANAGARI DIGIT EIGHT          | Kombinierende Devanagari-Ziffer Acht                |
| U+A8E9 (43241) | ꣩                | Markierung ohne Extrabreite             | Markierung ohne Extrabreite | COMBINING DEVANAGARI DIGIT NINE           | Kombinierende Devanagari-Ziffer Neun                |
| U+A8EA (43242) | ꣪                | Markierung ohne Extrabreite             | Markierung ohne Extrabreite | COMBINING DEVANAGARI LETTER A             | Kombinierender Devanagari-Buchstabe A               |
| U+A8EB (43243) | ꣫                | Markierung ohne Extrabreite             | Markierung ohne Extrabreite | COMBINING DEVANAGARI LETTER U             | Kombinierender Devanagari-Buchstabe U               |
| U+A8EC (43244) | ꣬                | Markierung ohne Extrabreite             | Markierung ohne Extrabreite | COMBINING DEVANAGARI LETTER KA            | Kombinierender Devanagari-Buchstabe Ka              |
| U+A8ED (43245) | ꣭                | Markierung ohne Extrabreite             | Markierung ohne Extrabreite | COMBINING DEVANAGARI LETTER NA            | Kombinierender Devanagari-Buchstabe Na              |
| U+A8EE (43246) | ꣮                | Markierung ohne Extrabreite             | Markierung ohne Extrabreite | COMBINING DEVANAGARI LETTER PA            | Kombinierender Devanagari-Buchstabe Pa              |
| U+A8EF (43247) | ꣯                | Markierung ohne Extrabreite             | Markierung ohne Extrabreite | COMBINING DEVANAGARI LETTER RA            | Kombinierender Devanagari-Buchstabe Ra              |
| U+A8F0 (43248) | ꣰                | Markierung ohne Extrabreite             | Markierung ohne Extrabreite | COMBINING DEVANAGARI LETTER VI            | Kombinierender Devanagari-Buchstabe Vi              |
| U+A8F1 (43249) | ꣱                | Markierung ohne Extrabreite             | Markierung ohne Extrabreite | COMBINING DEVANAGARI SIGN AVAGRAHA        | Kombinierendes Devanagari-Zeichen Avagraha          |
| U+A8F2 (43250) | ꣲ               | anderer Buchstabe, Silbe oder Ideogramm | links nach rechts           | DEVANAGARI SIGN SPACING CANDRABINDU       | Modifizierendes Devanagari-Zeichen Candrabindu      |
| U+A8F3 (43251) | ꣳ               | anderer Buchstabe, Silbe oder Ideogramm | links nach rechts           | DEVANAGARI SIGN CANDRABINDU VIRAMA        | Devanagari-Zeichen Candrabindu mit Virama           |
| U+A8F4 (43252) | ꣴ               | anderer Buchstabe, Silbe oder Ideogramm | links nach rechts           | DEVANAGARI SIGN DOUBLE CANDRABINDU VIRAMA | Devanagari-Zeichen doppeltes Candrabindu mit Virama |
| U+A8F5 (43253) | ꣵ               | anderer Buchstabe, Silbe oder Ideogramm | links nach rechts           | DEVANAGARI SIGN CANDRABINDU TWO           | Devanagari-Zeichen Candrabindu mit Ziffer Zwei      |
| U+A8F6 (43254) | ꣶ               | anderer Buchstabe, Silbe oder Ideogramm | links nach rechts           | DEVANAGARI SIGN CANDRABINDU THREE         | Devanagari-Zeichen Candrabindu mit Ziffer Drei      |
| U+A8F7 (43255) | ꣷ               | anderer Buchstabe, Silbe oder Ideogramm | links nach rechts           | DEVANAGARI SIGN CANDRABINDU AVAGRAHA      | Devanagari-Zeichen Candrabindu mit Avagraha         |
| U+A8F8 (43256) | ꣸               | andere Interpunktion                    | links nach rechts           | DEVANAGARI SIGN PUSHPIKA                  | Devanagari-Zeichen Pushpika                         |
| U+A8F9 (43257) | ꣹               | andere Interpunktion                    | links nach rechts           | DEVANAGARI GAP FILLER                     | Devanagari-Lückenfüller                             |
| U+A8FA (43258) | ꣺               | andere Interpunktion                    | links nach rechts           | DEVANAGARI CARET                          | Devanagari-Einfügungszeichen                        |
| U+A8FB (43259) | ꣻ               | anderer Buchstabe, Silbe oder Ideogramm | links nach rechts           | DEVANAGARI HEADSTROKE                     | Devanagari-Oberlinie                                |
| U+A8FC (43260) | ꣼               | andere Interpunktion                    | links nach rechts           | DEVANAGARI SIGN SIDDHAM                   | Devanagari-Zeichen Siddham                          |
| U+A8FD (43261) | ꣽ               | anderer Buchstabe, Silbe oder Ideogramm | links nach rechts           | DEVANAGARI JAIN OM                        | Devanagari-Jain-Om                                  |
| U+A8FE (43262) | ꣾ               | anderer Buchstabe, Silbe oder Ideogramm | links nach rechts           | DEVANAGARI LETTER AY                      | Devanagari-Buchstabe Ay                             |
| U+A8FF (43263) | ꣿ                | Markierung ohne Extrabreite             | Markierung ohne Extrabreite | DEVANAGARI VOWEL SIGN AY                  | Devanagari-Vokalzeichen Ay                          |